# Бродариця
Бродариця (хорв. Brodarica) — населений пункт у Хорватії, у Шибеницько-Книнській жупанії у складі міста Шибеник.

## Населення
Населення за даними перепису 2011 року становило 2534 осіб.
Динаміка чисельності населення поселення:

## Клімат
Середня річна температура становить 15,69 °C, середня максимальна – 28,11 °C, а середня мінімальна – 3,73 °C. Середня річна кількість опадів – 700 мм.
| Клімат поселення                              | Клімат поселення | Клімат поселення | Клімат поселення | Клімат поселення | Клімат поселення | Клімат поселення | Клімат поселення | Клімат поселення | Клімат поселення | Клімат поселення | Клімат поселення | Клімат поселення | Клімат поселення |
| Показник                                      | Січ.             | Лют.             | Бер.             | Квіт.            | Трав.            | Черв.            | Лип.             | Серп.            | Вер.             | Жовт.            | Лист.            | Груд.            |                  |
| Середній максимум, °C                         | 11,70            | 12,09            | 14,20            | 17,36            | 22,23            | 26,04            | 28,11            | 27,72            | 23,89            | 20,10            | 15,15            | 11,97            |                  |
| Середня температура, °C                       | 7,73             | 8,11             | 10,21            | 13,39            | 18,24            | 22,04            | 25,02            | 24,68            | 20,84            | 17,05            | 12,10            | 8,92             |                  |
| Середній мінімум, °C                          | 3,73             | 4,12             | 6,21             | 9,39             | 14,24            | 18,05            | 21,98            | 21,63            | 17,79            | 14,00            | 9,05             | 5,87             |                  |
| Норма опадів, мм                              | 65               | 55               | 60               | 62               | 48               | 47               | 24               | 39               | 68               | 74               | 86               | 72               |                  |
| Середньомісячна швидкість вітру, м/с          | 3.09             | 3.20             | 3.38             | 3.19             | 2.79             | 2.54             | 2.60             | 2.47             | 2.70             | 2.86             | 3.48             | 3.38             |                  |
| Середньомісячна сонячна радіація, кДж/м²·день | 5387             | 8150             | 11915            | 16671            | 20721            | 23208            | 24945            | 21771            | 16169            | 10417            | 5823             | 4572             |                  |
| --------------------------------------------- | ---------------- | ---------------- | ---------------- | ---------------- | ---------------- | ---------------- | ---------------- | ---------------- | ---------------- | ---------------- | ---------------- | ---------------- | ---------------- |
| Джерело:                                      |                  |                  |                  |                  |                  |                  |                  |                  |                  |                  |                  |                  |                  |